# An American Widow
An American Widow er en amerikansk stumfilm fra 1917 af Frank Reicher.

## Medvirkende
- Ethel Barrymore som Elizabeth Carter.
- Irving Cummings som Jasper Mallory.
- Dudley Hawley som Earlof Dettminster.
- Ernest Stallard som Augustus Tucker.
- Charles Dickson som Theodore Bacon.